# Jao I-lin
Jao I-lin (čínsky pchin-jinem Yáo Yīlín, znaky 姚依林; 6. září 1917 – 11. prosince 1994) byl čínský komunistický politik, ve 30. a 40. letech se účastnil stranické činnosti v severní Číně, po vzniku Čínské lidové republiky působil v ekonomických funkcích jako náměstek ministra (1949–1960) a ministr (1960–1967) obchodu. V letech kulturní revoluce byl pronásledován, roku 1973 rehabilitován a vrátil se k politické práci na ministerstvu zahraničního obchodu (náměstek ministra a ministr 1973–1978). Od konce 70. let patřil mezi nejvýše postavené ekonomy zodpovědné za řízení čínského hospodářství, když ve vládě působil jako její místopředseda (1979–1993) a předseda Státní plánovací komise (1980–1983 a 1987–1989). Zaujímal také vysoké postavení v Komunistické straně Číny, jako tajemník sekretariátu ústředního výboru (1980–1985), kandidát (1982–1985) a člen (1985–1992) politbyra a člen stálého výboru politbyra (1987–1992). Politicky byl blízký Čchen Jünovi, v 50. a 60. letech patřil pragmatikům stojícím napravo od promaoistických radikálů, v 80. letech náležel ke konzervativnějšímu křídlu čínského vedení.

## Život

### Mládí
Jao I-lin se narodil 6. září 1917 v Hongkongu v zámožné rodině, ale brzy přišel o otce. Raná léta strávil v Čch’-čou v provincii An-chuej. V roce 1934 absolvoval střední školu v Šanghaji. V tomto období se začal zajímat o marxisticko-leninskou literaturu a účastnil se mládežnických protijaponských demonstrací.
V roce 1934 nastoupil na chemickou fakultu univerzity Čching-chua. Účastnil se studentského, vlasteneckého a komunistického hnutí, roku 1935 vstoupil do Komunistické strany Číny. V červnu 1937 byl pověřen vedením městského výboru komunistické strany v Tchien-ťinu; v září téhož roku byl jmenován členem provinčního výboru KS Číny v provincii Che-pej, vedoucím oddělení propagandy a tajemníkem městského výboru KS Číny v Tchien-ťinu. Byl také přijat na ekonomickou fakultu univerzity Nan-kchaj v Tchien-ťinu. Během čínsko-japonské války (1937–1945) se účastnil protijaponského odboje v severní Číně. Byl funkcionářem stranické organizace komunisty ovládaného regionu na pomezí provincií Šan-si, Čachar a Che-pej. Od června do září 1948 vedl odbor průmyslu a obchodu Sjednoceného administrativního výboru severní Číny. Poté byl jmenován ministrem průmyslu a obchodu a členem stranického výboru lidové vlády Severní Číny.

### V Čínské lidové republice
Po vyhlášení Čínské lidové republiky pracoval jako náměstek ministra obchodu (1949–1960). Současně byl roku 1954 zvolen poslancem Všečínského shromáždění lidových zástupců (do 1959) a roku 1958 byl vybrán kandidátem ústředního výboru KS Číny. Roku 1959 byl zvolen členem stálého výboru celostátního výboru Čínského lidového politického poradního shromáždění (1965 znovuzvolen do celostátního výboru). V únoru 1960 povýšil na ministra obchodu (do října 1967). V úřadu navázal úzké pracovní vztahy s Čchen Jünem (v 50. a 60. letech místopředsedou vlády pro ekonomiku a v letech 1956–1958 ministrem obchodu) a Li Sien-nienem (místopředsedou vlády a ministrem financí). V letech kulturní revoluce byl pronásledován, zbaven stranických a státních funkcí, ale byl chráněn premiérem Čou En-lajem a v roce 1973 byl rehabilitován.
Na X. sjezdu KS Číny v srpnu 1973 byl znovuzvolen kandidátem ústředního výboru a v prosinci 1973 převzal funkci náměstka ministra zahraničního obchodu. Na XI. sjezdu KS Číny v srpnu 1977 se stal členem ústředního výboru (znovuzvolen na následujících sjezdech roku 1982 a 1987, do 1992) a v srpnu–říjnu 1978 nakrátko převzal úřad ministra zahraničního obchodu. V prosinci 1978 přešel do stranického aparátu na místo vedoucího hlavní kanceláře ÚV (do dubna 1982).

### Od konce 70. let
V červenci 1979 byl jmenován místopředsedou vlády (do března 1993) a generálním sekretářem Finančního a hospodářského výboru státní rady (vlády, do 1981), výbor v čele s Čchen Jünem koordinoval ekonomickou politiku vlády. Současně byl v srpnu 1979 jmenován zástupcem generálního sekretáře ústředního výboru KS Číny (Chu Jao-panga). V únoru 1980, při reorganizaci úřadu generálního sekretáře a jeho transformaci v sekretariát ústředního výboru byl zvolen jedním z tajemníků sekretariátu (do září 1985).
V srpnu 1980 převzal vedení Státní plánovací komise (do června 1983). Při reorganizaci vlády v květnu 1982, v jejímž rámci byl snížen počet místopředsedů vlády ze třinácti na dva, se stal druhým místopředsedou (prvním místopředsedou byl Wan Li). Na XII. sjezdu KS Číny v září 1982 byl potvrzen v sekretariátu ÚV a zvolen kandidátem politbyra. Při reorganizaci stranického vedení v září 1985 odešel ze sekretariátu a současně postoupil z kandidáta na člena politbyra. V červnu 1987 podruhé převzal předsednictví Státní plánovací komise (do prosince 1989) a na XIII. sjezdu KS Číny v listopadu 1987 byl vybrán do nejužšího vedení strany (zásluhou rozhodné podpory Čchen Jüna), když se stal jedním z pěti členů stálého výboru politbyra. Se jmenováním nové vlády v březnu 1988 postoupil na místo prvního místopředsedy vlády, na němž úzce spolupracoval s Li Pchengem, společně měli rozhodující slovo při určování ekonomické politiky země.
Jako jeden z vedoucích politiků řídících ekonomiku země řídil přípravu a realizaci šestého (na roky 1981–1985) a sedmého pětiletého plánu národohospodářského a sociálního rozvoje a dohlížel na přípravu osmého pětiletého plánu. Zdůrazňoval zásadu, že rozsah výstavby by měl být přizpůsoben dostupným zdrojům. Zavedl řadu opatření k omezení inflace. Aktivně se podílel na rozhodování a realizaci zřizování zvláštních ekonomických zón, otevřených pobřežních měst a pobřežních zón. Nebyl si blízký s Teng Siao-pchingem, politicky v 80. letech patřil mezi konzervativce seskupené kolem Čchen Jüna. Během událostí na náměstí Nebeského klidu (1989) zaujal společně s Li Pchengem tvrdý postoj a trval na násilném potlačení protestů. Protesty zhodnotil slovy: „Charakter tohoto studentského hnutí se změnil. Začalo jako přirozený projev smutku a změnilo se v sociální nepokoje“
Na XIV. sjezdu KS Číny v říjnu 1992 odešel ze stranických funkcí a následující rok v březnu opustil i vládu.
Byl ženatý a měl čtyři děti: tři dcery a syna. Jedna z jeho dcer, Jao Ming-šan, je provdaná za Wang Čchi-šana, člena stálého výboru politbyra v letech 2012–2017.
Dne 11. prosince 1994 zemřel v Pekingu. Je pohřbem na Papaošanském revolučním hřbitově. Oficiální nekrolog ústředního výboru KS Číny ho označil za „vynikajícího proletářského revolucionáře a významného ekonomického plánovače“ a jeho smrt označil za „velkou ztrátu pro KS Číny a zemi“. 